# Kraftwerk Thierbach

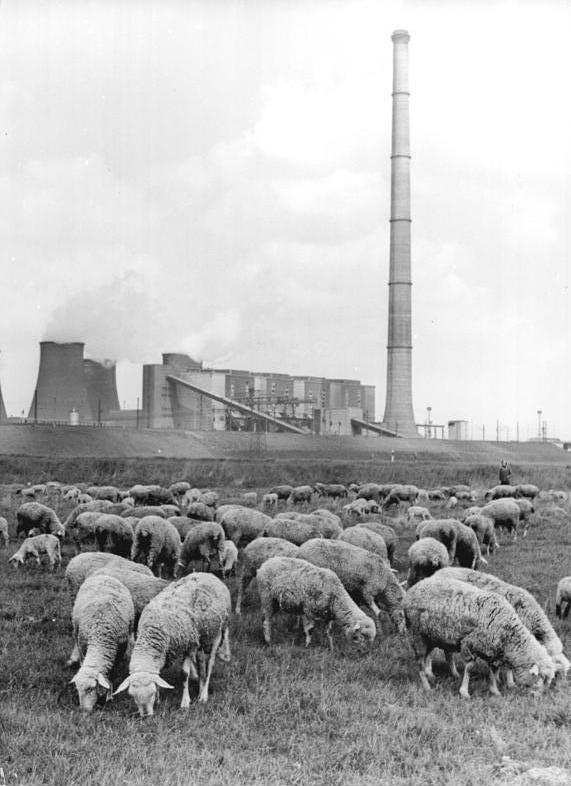
Kraftwerk Thierbach 1973

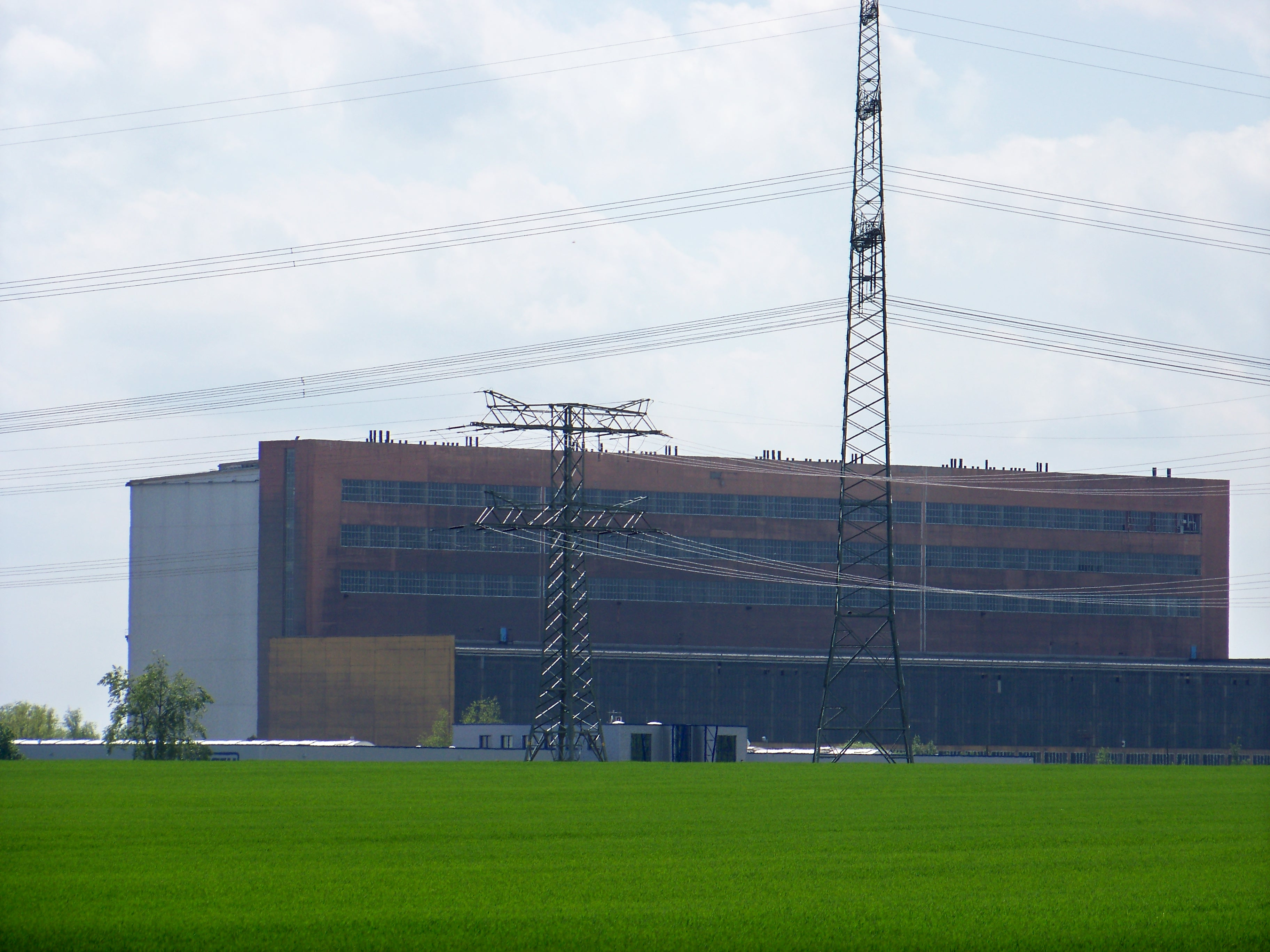
2009, vom Ort Thierbach aus gesehen

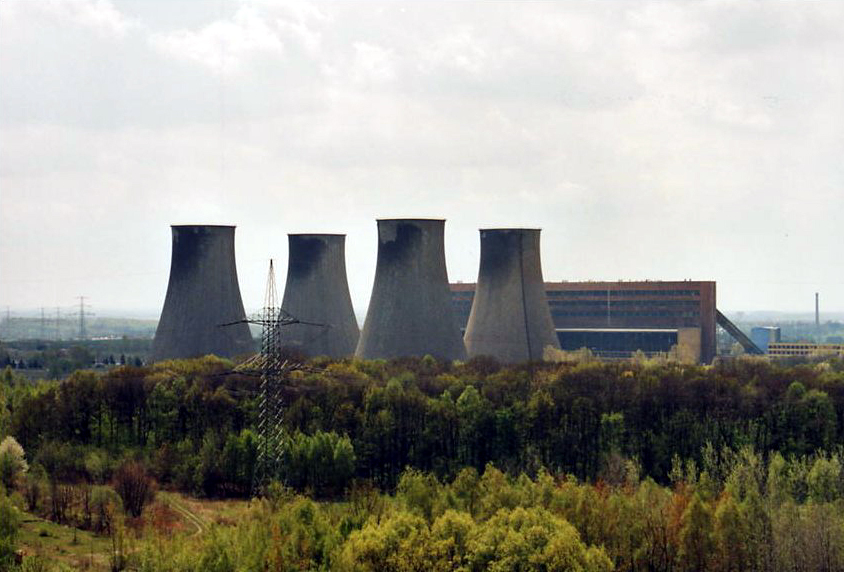
2005

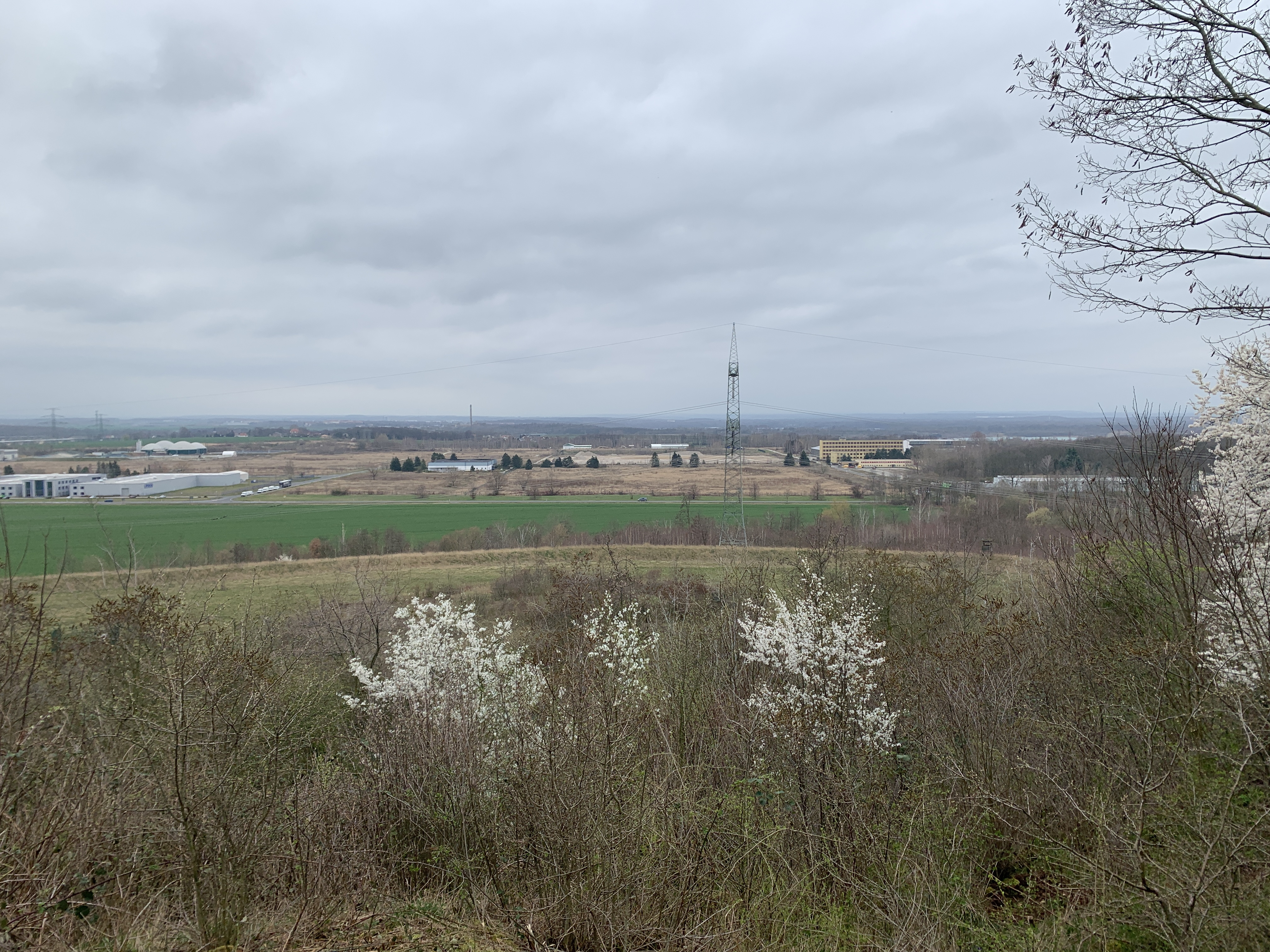
Blick auf den ehemaligen Standort (2020)

Das Kraftwerk Thierbach war ein Braunkohlekraftwerk im Bergbaurevier Südraum Leipzig. Die Anlage befand sich etwa 20 km südlich von Leipzig, auf der Flur der Stadt Kitzscher.

## Geschichte

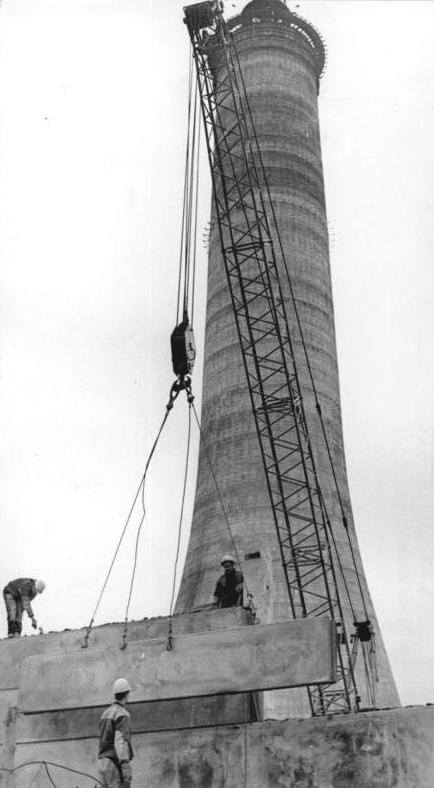
Baumaßnahmen im Jahr 1968

Der Beschluss zum Bau des Kraftwerkes wurde 1964 gefasst. Der Grundstein für das Kraftwerk wurde 1967 gelegt, am 3. September 1969 erfolgte die Netzschaltung des ersten 210-MW-Blockes. Ab Mai 1971 waren alle vier 210-MW-Blöcke am Netz. Das Kraftwerk wurde mit sowjetischer Technik betrieben, an der Errichtung waren Monteure und Spezialisten aus der Sowjetunion, Polen und Ungarn beteiligt. Der Schornstein war mit einer Höhe von 300 m einer der höchsten der Welt. Der VEB Kraftwerk Thierbach als Betreiber der Kraftwerksanlage gehörte ab 1980 dem Kombinat Braunkohlekraftwerke an.
Im Zuge der Neustrukturierung der mitteldeutschen Braunkohle- und Energiewirtschaft wurde das Kraftwerk am 30. September 1999 stillgelegt und schrittweise rückgebaut. Am 19. Oktober 2002 wurde der 300 Meter hohe Schornstein mit einer Kollapssprengung zerstört. Der Schlot begann, wie vorgesehen, zu kollabieren, jedoch lehnte die herabgefallene Schornsteinspitze sich gegen den Sockel. Dieser blieb dadurch stehen, anstatt umzufallen. Am 24. März 2006 erfolgte die Sprengung der Kühltürme. Am 14. Januar 2015 wurde das Kesselhaus 1 gesprengt, die Sprengung der Kesselhäuser 2–4 fand am 6. Februar 2015 statt. Die Maschinenhalle konnte aufgrund ihrer geringeren Höhe mit Baggern abgerissen werden. Am 21. Oktober 2016 wurde der zwischen Kesselhaus und Maschinenhalle stehende, 60 m hohe Mittelbau, über den die Bekohlung erfolgte, gesprengt.
Ein Teil der Computertechnik befindet sich heute im Rechenwerk Computer- & Technikmuseum Halle.

## Technische Daten

### Gesamtübersicht
| Bruttonennleistung in MW            | 840                                      |
| Dampferzeuger                       | 4                                        |
| Turbosätze                          | 4                                        |
| Nennleistung je Turbosatz in MW     | 210                                      |
| Kurzzeitleistung je Turbosatz in MW | 230                                      |
| Feuerungsart                        | Braunkohlestaub                          |
| Einsatzart                          | Grundlast                                |
| Rauchgasentstaubung je DE           | 2 E-Filterstrassen mit je 4 Einzelfilter |
| Rauchgasentschwefelungsanlage       | /                                        |
| Rauchgasentstickung                 | /                                        |
| CO2-Verminderung                    | /                                        |
| Fernwärmeauskopplung in MWth        | /                                        |
| Nettowirkungsgrad in %              | 30                                       |
| Brennstoffausnutzungsgrad in %      | 35                                       |

### Dampferzeuger
| Anzahl               | 4   |
| Art                  |     |
| Höhe in m            | 52  |
| Nennleistung in t/h  | 684 |
| Brennkammerhöhe in m | 35  |
| FD Druck in bar      | 130 |
| FD Temp. in °C       | 540 |
| ZD Druck in bar      | 26  |
| ZD Temp. in °C       | 540 |
| Mühlen pro DE        | 8 1 |

### Turbine
| Anzahl                  | 4    |
| Bauart                  |      |
| Druck v. HD-Teil in bar | 120  |
| Temp. v. HD-Teil in °C  | 520  |
| Druck v. MD-Teil in bar | 20   |
| Temp. v. MD-Teil in °C  | 520  |
| Nenndrehzahl in min−1   | 3000 |
| FD-Menge in t/h         | 650  |

### Generator
| Anzahl                | 4      |
| Scheinleistung in MVA | 235    |
| Spannung in kV        | 15,75  |
| Frequenz in Hz        | 50     |
| Drehzahl in min−1     | 3000   |
| Kühlung               | H2/H2O |

### Maschinentransformator
| Anzahl                | 4      |
| Scheinleistung in MVA | 300    |
| Übersetzung in kV     | 15/220 |

### Kühltürme
| Bauart                     | 4× Naturzug-Nasskühlturm |
| Kühlwasserdurchsatz in t/h | 25.000                   |
| Durchmesser unten in m     | 36,90                    |
| Durchmesser oben in m      | 32,80                    |
| Höhe in m                  | 93                       |
| Masse pro Turm in t        | 5250                     |

### Schornstein
| Höhe in m | 300 |